# Budapest főpolgármestereinek listája
Az alábbi lista Budapest főpolgármestereit tartalmazza, az évszámok a tisztség betöltésének kezdetét és végét jelzik.

## Budapest vezetői
| Név (születés-halálozás)                     | Név (születés-halálozás)        | Kép | Hivatali idő    | Hivatali idő | Párt                                       |
| Név (születés-halálozás)                     | Név (születés-halálozás)        | Kép | Hivatal kezdete | Hivatal vége | Párt                                       |
| -------------------------------------------- | ------------------------------- | --- | --------------- | ------------ | ------------------------------------------ |
| Az 1873-tól 1919-ig Osztrák-Magyar Monarchia |                                 |     |                 |              |                                            |
|                                              | Ráth Károly (1821–1897)         |     | 1873            | 1897         | ?                                          |
|                                              | Márkus József (1852–1915)       |     | 1897            | 1906         | Nemzeti Munkapárt                          |
|                                              | Fülepp Kálmán (1851–1919)       |     | 1906            | 1912         | ?                                          |
|                                              | Heltai Ferenc (1861–1913)       |     | 1913            | 1913         | ?                                          |
|                                              | Bárczy István (1866–1943)       |     | 1913            | 1919         | Nemzeti Demokrata Polgári Párt             |
| Az 1920-tól 1944-ig Horthy-korszak           |                                 |     |                 |              |                                            |
|                                              | Sipőcz Jenő (1878–1937)         |     | 1920            | 1923         | Keresztény Községi Párt                    |
|                                              | Terstyánszky Kálmán (1867–1936) |     | 1924            | 1924         | kormánybiztosként                          |
|                                              | Ripka Ferenc (1871–1944)        |     | 1924            | 1932         | Egységes Községi Polgári Párt              |
|                                              | Huszár Aladár (1885–1945)       |     | 1932            | 1934         | Nemzeti Egység Pártja                      |
|                                              | Borvendég Ferenc (1876–1934)    |     | 1934            | 1934         | Nemzeti Egység Pártja                      |
|                                              | Sipőcz Jenő (1878–1937)         |     | 1934            | 1937         | Keresztény Községi Párt                    |
|                                              | Karafiáth Jenő (1883–1952)      |     | 1937            | 1942         | Nemzeti Egység Pártja                      |
|                                              | Homonnay Tivadar (1888–1964)    |     | 1942            | 1944         | Keresztény Községi Párt                    |
|                                              | Keledy Tibor (1895–1978)        |     | 1944            | 1944         | ?                                          |
| Az 1944-tól 1945-ig Nyilas korszak           |                                 |     |                 |              |                                            |
|                                              | Mohay Gyula (1894–1952)         |     | 1944            | 1945         | Nyilaskeresztes Párt – Hungarista Mozgalom |
| Budapesti közgyűlés elnökei                  |                                 |     |                 |              |                                            |
|                                              | Szakasits Árpád (1888–1965)     |     | 1945            | 1948         | MDP, MSZDP                                 |
|                                              | Köböl József (1909–2000)        |     | 1948            | 1949         | MDP                                        |
| A fővárosi tanács elnökei                    |                                 |     |                 |              |                                            |
|                                              | Pongrácz Kálmán (1898–1980)     |     | 1950            | 1958         | MDP, MSZMP                                 |
|                                              | Veres József (1906–1993)        |     | 1959            | 1963         | MSZMP                                      |
|                                              | Sarlós István (1921–2006)       |     | 1963            | 1970         | MSZMP                                      |
|                                              | Kelemen Lajos (1923–2008)       |     | 1970            | 1971         | MSZMP                                      |
|                                              | Szépvölgyi Zoltán (1921–2006)   |     | 1971            | 1986         | MSZMP                                      |
|                                              | Iványi Pál (1942–)              |     | 1987            | 1988         | MSZMP                                      |
|                                              | Bielek József (1934–2008)       |     | 1988            | 1990         | MSZMP                                      |
| A harmadik köztársaság főpolgármesterei      |                                 |     |                 |              |                                            |
|                                              | Demszky Gábor (1952–)           |     | 1990            | 2010         | SZDSZ                                      |
|                                              | Tarlós István (1948–)           |     | 2010            | 2019         | Fidesz–KDNP (pártonkívüliként)             |
|                                              | Karácsony Gergely (1975–)       |     | 2019            | hivatalban   | Párbeszéd                                  |